# Ollolai
Ollolai (en sard, Ollolai) és un municipi italià, dins de la província de Nuoro. L'any 2007 tenia 1.579 habitants. Es troba a la regió de Barbagia di Ollolai Limita amb els municipis de Gavoi, Mamoiada, Olzai, Ovodda, Sarule i Teti.

## Administració
| Període | Identitat      | Partit        |
| ------- | -------------- | ------------- |
| 2005-   | Efisio Columbu | Llista Cívica |